# Manny Jacinto
Manuel Louis Jacinto, detto Manny (Manila, 19 agosto 1987), è un attore filippino naturalizzato canadese.

## Biografia
Nato a Manila nel 1987, nel 1990 Manny Jacinto si trasferì in Canada con la famiglia all'età di tre anni. Crebbe a Richmond e studiò ingegneria civile all'Università della Columbia Britannica.
Durante un'internship cominciò a partecipare a competizioni di ballo hip-hop, prima di dedicarsi alla recitazione e trasferirsi a Los Angeles. Dopo aver recitato in piccoli ruoli in Once Upon a Time, Supernatural e iZombie, nel 2016 ha ottenuto il successo per il suo ruolo di Jason Mendoza nella serie della NBC The Good Place. Nel 2018 ha fatto il suo debutto cinematografico in 7 sconosciuti a El Royale, seguito nell'estate 2021 da Top Gun: Maverick con Tom Cruise.
Dal novembre 2019 è fidanzato con l'attrice canadese Dianne Doan.

## Filmografia

### Attore

#### Cinema
- Even Lambs Have Teeth, regia di Terry Miles (2015)
- Dead Rising: Watchtower, regia di Zach Lipovsky (2015)
- Peelers, regia di Sevé Schelenz (2016)
- 7 sconosciuti a El Royale (Bad Times at the El Royale), regia di Drew Goddard (2018)
- I Want You Back, regia di Jason Orley (2022)
- Top Gun: Maverick, regia di Joseph Kosinski (2022)
- Quel pazzo venerdì, sempre più pazzo (Freakier Friday), regia di Nisha Ganatra (2025)

#### Televisione
- C'era una volta (Once Upon a Time) – serie TV, episodio 2x18 (2013)
- Supernatural – serie TV, episodio 8x20 (2013)
- ER: storie incredibili (Untold Stories of the ER) – programma TV documentario, episodio 8x08 (2013)
- The 100 – serie TV, episodio 1x04 (2014)
- Rogue – serie TV, episodio 2x09 (2014)
- Un fan pericoloso (Lighthouse), regia di Vanessa Parise – film TV (2014)
- Rush – serie TV, episodio 1x07 (2014)
- Dietro le quinte (The Unauthorized Saved by the Bell Story), regia di Jason Lapeyre – film TV (2014)
- Paper Angels, regia di David Winning – film TV (2014)
- Only Human, regia di Gavin O'Connor – film TV (2014)
- iZombie – serie TV, episodio 1x04 (2015)
- Bates Motel – serie TV, episodio 3x04 (2015)
- Backstrom – serie TV, episodio 1x12 (2015)
- Wayward Pines – serie TV, episodio 1x06 (2015)
- The Romeo Section – serie TV, 10 episodi (2015)
- Roadies – serie TV, episodio 1x01 (2016)
- The Good Place – serie TV, 50 episodi (2016-2020)
- The Good Doctor – serie TV, episodio 1x10 (2017)
- Al nuovo gusto di ciliegia  – miniserie TV, 8 puntate (2021)
- Nine Perfect Strangers – serie TV, 8 episodi (2021)
- The Acolyte - La seguace (The Acolyte) – serie TV, 4 episodi (2024)

### Doppiatore
- Trese - Detective delle tenebre (Trese) (2021)

## Doppiatori italiani
Nelle versioni in italiano delle opere in cui ha recitato, Manny Jacinto è stato doppiato da:
- Stefano Sperduti in 7 sconosciuti a El Royale, Nine Perfect Strangers
- Marco Giansante in C'era una volta
- Davide Garbolino in The Good Place
- Davide Capone in Al nuovo gusto di ciliegia
- Fabrizio De Flaviis in I Want You Back
- Alessio Nissolino in The Acolyte - La seguace
- Edoardo Stoppacciaro in Quel pazzo venerdì, sempre più pazzo

Da doppiatore è sostituito da:
- Alessandro Germano in Trese - Detective delle tenebre